# 321. pehotni polk (Wehrmacht)
321. pehotni polk (izvirno nemško Infanterie-Regiment 321) je bil eden izmed pehotnih polkov v sestavi redne nemške kopenske vojske med drugo svetovno vojno.

## Zgodovina
Polk je bil ustanovljen 1. decembra 1939 kot polk 7. vala na področju Posna iz nadomestnih enot WK XII; polk je bil dodeljen 197. pehotni diviziji.
20. oktobra 1940 so III. bataljon izločili iz sestave in ga dodelili 682. pehotnemu polku.
15. oktobra 1942 je bil polk preimenovan v 321. grenadirski polk.